# Victorio Casado Fernández
Victorio Casado Fernández (Navalmoral de la Mata, 21 de maig de 1902 - Madrid, 2 de juliol de 1940) va ser un polític i sindicalista espanyol.

## Biografia
Ferroviari de professió, va treballar per a la Companyia Nacional dels Ferrocarrils de l'Oest. Va estar afiliat al Sindicat nacional ferroviari de la UGT i al PSOE. Al febrer de 1936 va ser designat alcalde de la seva localitat natal, Navalmoral de la Mata. Després de l'esclat de la Guerra civil va marxar a Madrid, on va pertànyer a les milícies extremenyes. Va arribar a visitar a la Unió Soviètica. Durant la contesa va exercir com a comissari polític de les divisions 1a, 66a i 69a, així com del I Cos d'Exèrcit.
Després del final de la guerra va ser detingut per les forces franquistes, i fou jutjat, condemnat a mort i afusellat el 1940.